# Monterosso (stacja kolejowa)

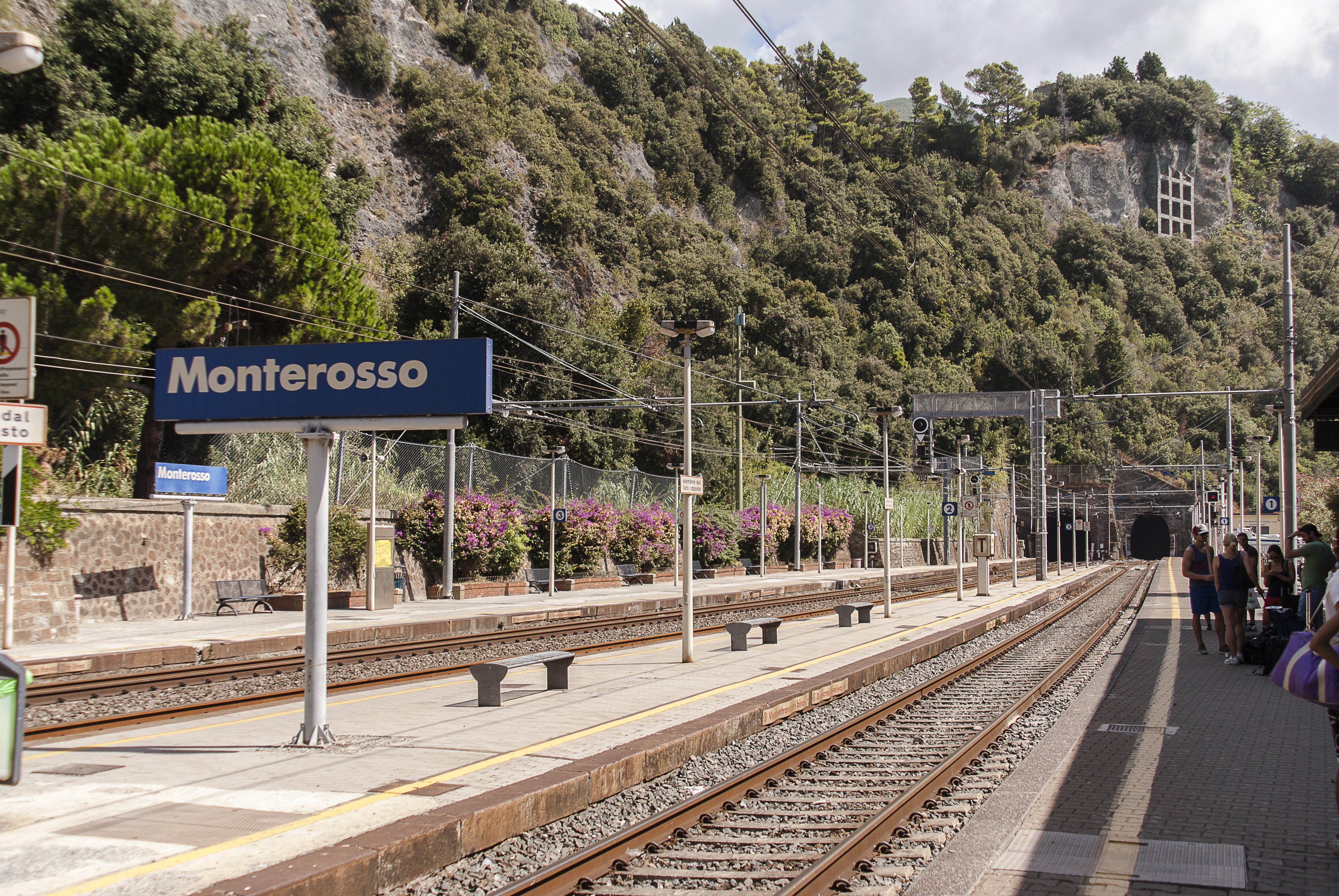
Perony stacji Monterosso

Monterosso – stacja kolejowa w Monterosso al Mare, w regionie Liguria, we Włoszech. Znajdują się tu 2 perony.
Budynek dworca, niedawno odrestaurowany, ma dwa piętra i jest w kolorze łososiowym. Wewnątrz znajdują się takie usługi jak kasy biletowe, bar, poczekalnia i przechowalnia bagażu.
Monterosso posiada dwa perony i trzy tory dla obsługi pasażerów.